# Coupe de la CEV masculine 2018-2019
Navigation
Coupe de la CEV 2017-2018 Coupe de la CEV 2019-2020
La Coupe de la CEV masculine 2018-2019 est une compétition européenne de volley-ball et la 47e édition de la Coupe de la CEV. 24 équipes participent à cette compétition, auxquelles s'ajoutent les équipes reversées de la Ligue des champions.

## Format
La compétition démarre par les 32es de finale, aux 16es de finale sont reversés les perdants des tours de qualification de la Ligue des champions, suivent ensuite les huitièmes, les quarts et demi finales. La finale se joue en match aller et retour.

## Premier tour
Le premier tour correspond aux 32es de finale, les rencontres se déroulent en matchs aller-retour. Le tirage au sort a été effectué le 29 juin 2018. Les rencontres aller se déroulent du 6 au 8 novembre 2018 et les matchs retour du 13 au 15 novembre 2018.
| Équipe 1                     | Score   | Équipe 2             | Aller | Retour |
| ---------------------------- | ------- | -------------------- | ----- | ------ |
| Barkom-Kazhany Lviv          | 3-5     | Lausanne UC          | 3–2   | 0–3    |
| Forde VBK                    | (GS)4-3 | Novator Khmelnytskyi | 3–0   | 1–3    |
| Jedinstvo Bemax Bijelo Polje | 6-3     | OK Novi Pazar        | 3–1   | 3–2    |
| Montana Volley               | 0-6     | Kladno Volejbal      | 0–3   | 0–3    |
| KV Peja                      | 0-6     | GFC Ajaccio          | 0–3   | 0–3    |
| Indykpol AZS Olsztyn         | 6-1     | Hurrikaani Loimaa    | 3–0   | 3–1    |

## Deuxième tour
Le deuxième tour correspond aux seizièmes de finale, les perdants des tours de qualification de la Ligue des champions intègrent ce tour. Les matchs aller se déroulent du 27 au 29 novembre 2018 et les matchs retour du 4 au 6 décembre 2018.
| Équipe 1                        | Score   | Équipe 2                | Aller | Retour |
| ------------------------------- | ------- | ----------------------- | ----- | ------ |
| Hypo Tirol Haching              | 6-3     | Vojvodina Novi Sad      | 3–2   | 3–1    |
| Lausanne UC                     | 0-6     | Trentino Volley         | 0–3   | 0–3    |
| Orion Doetinchem                | 2-6     | OK Mladost Brčko        | 1–3   | 1–3    |
| TV Amriswil                     | 6-2     | Lycurgus Groningen      | 3–1   | 3–1    |
| Olympiakos                      | 6-2     | Shakhtyor Soligorsk     | 3–0   | 3–2    |
| GFC Ajaccio                     | 3-3(GS) | Istanbul BBSK           | 0–3   | 3–0    |
| Forde VBK                       | 3-6     | TIF Bergen              | 2–3   | 1–3    |
| Prefaxis Menen                  | 5-5(GS) | Neftohimic Burgas       | 3–2   | 2–3    |
| Galatasaray                     | 6-0     | Mladost Zagreb          | 3–0   | 3–0    |
| Dukla Liberec                   | 6-2     | SK Posojilnica Aich/Dob | 3–1   | 3–1    |
| CS Arcada Galați                | 3-6     | Lindemans Aalst         | 2–3   | 1–3    |
| Tourcoing Lille Métropole       | 3-3(GS) | CV Teruel               | 0–3   | 3–0    |
| SG Union Raiffeisen Waldviertel | 0-6     | Sastamala               | 0–3   | 0–3    |
| Kladno Volejbal                 | 6-3     | VRCK Kazincbarzika      | 3–1   | 3–2    |
| Jedinstvo Bemax Bijelo Polje    | 0-6     | VK Kouzbass Kemerovo    | 0–3   | 0–3    |
| Indykpol AZS Olsztyn            | 5-4     | P.A.O.K. VC             | 3–1   | 2–3    |

## Huitièmes de finale
Matchs aller du 18 au 20 décembre 2018, matchs retour du 15 au 17 janvier 2019.
| Équipe 1             | Score | Équipe 2             | Aller | Retour |
| -------------------- | ----- | -------------------- | ----- | ------ |
| Trentino Volley      | 6-1   | Hypo Tirol Haching   | 3–0   | 3–1    |
| TV Amriswil          | 6-1   | OK Mladost Brčko     | 3–0   | 3–1    |
| Istanbul BBSK        | 2-6   | Olympiakos           | 1–3   | 1–3    |
| TIF Bergen           | 2-6   | Neftohimic Burgas    | 1–3   | 1–3    |
| Dukla Liberec        | 2-6   | Galatasaray          | 2–3   | 0–3    |
| Lindemans Aalst      | 6-3   | CV Teruel            | 3–2   | 3–1    |
| Kladno Volejbal      | 2-6   | Sastamala            | 2–3   | 0–3    |
| VK Kouzbass Kemerovo | 6-3   | Indykpol AZS Olsztyn | 3–2   | 3–1    |

## Quarts de finale
Matchs aller du 29 au 31 janvier 2019, matchs retour du 12 au 14 février 2019.
| Équipe 1          | Score     | Équipe 2             | Aller | Retour |
| ----------------- | --------- | -------------------- | ----- | ------ |
| TV Amriswil       | 0 - 6     | Trentino Volley      | 0 – 3 | 0 – 3  |
| Neftohimic Burgas | 3 - 4(GS) | Olympiakos           | 3 – 1 | 0 – 3  |
| Galatasaray       | 5 - 4     | Lindemans Aalst      | 3 – 1 | 2 – 3  |
| Sastamala         | 0 - 6     | VK Kouzbass Kemerovo | 0 – 3 | 0 – 3  |

## Demi finale
Match aller le 26 février 2019 et match retour le 5 mars 2019.
| Équipe 1             | Score     | Équipe 2        | Aller | Retour |
| -------------------- | --------- | --------------- | ----- | ------ |
| Olympiakos           | 1 - 6     | Trentino Volley | 0 – 3 | 1 – 3  |
| VK Kouzbass Kemerovo | 4 - 4(GS) | Galatasaray     | 3 – 1 | 1 – 3  |

## Finale
Match aller le 19 mars 2019 et match retour le 26 mars 2019.
| Équipe 1        | Score | Équipe 2    | Aller | Retour |
| --------------- | ----- | ----------- | ----- | ------ |
| Trentino Volley | 6 - 2 | Galatasaray | 3 – 0 | 3 – 2  |